# Diables danseurs du Corpus Christi
Les diables danseurs du Corpus Christi est une fête du Venezuela, inscrite au patrimoine culturel immatériel de l'humanité par l'Unesco en 2012. 
Cette fête est animée par 11 confréries une fois par an, le 9ème jeudi après le Jeudi saint, pour commémorer la fête catholique romaine du Corpus Christi. La cérémonie est célébrée dans différentes régions du territoire vénézuélien. Les Diables de Yare, dans l'état de Miranda, est la fête la plus connue internationalement.
Ces spectacles sont le produit de la fusion des cultures indigènes, européennes et africaines représentant l'allégorie du triomphe du bien sur le mal. Les participants portent des costumes rouges et des masques faits à la main, structurés par des traits grotesques pour simuler les visages de démons et d'animaux sauvages. Ils utilisent des éléments religieux tels que des croix et des scapulaires ainsi qu'un accompagnement musical composé d'instruments à percussion et cordes, sur lequel ils exécutent des pas de danse qui symbolisent la manière dont les démons se soumettent au pouvoir de l'Église.

## Histoire
L'origine des Diables danseurs du Corpus Christi commence vers le milieu du XVIIe siècle, lors de la fête catholique romaine qui cherche à commémorer la présence du Christ dans le sacrement de l'Eucharistie. La représentation prend fin lorsque les démons se rendent au Saint-Sacrement pour représenter le triomphe du bien sur le mal. Le spectacle suit un ensemble de règles et a lieu chaque année 60 jours après Pâques. La fête comprend des représentations des rituels sacrés et profanes : cérémonies religieuses, symbolisme, danses et improvisations.
Cette festivité mêle des traditions indo-américaines, espagnoles et africaines. C’est grâce à la popularité de la festivité dans le folklore qu’il existe différentes versions sur son origine. L'une d’entre elles reprend l’histoire d'un prêtre il y a 400 ans. Il n'avait pas assez d'argent ni de croyants pour faire la procession du Corpus Christi. Il dit alors : « S'il n'y a pas de croyants pour prendre le Saint-Sacrement, que les démons viennent ». Une autre version attribue l'origine aux traditions espagnoles du Moyen Âge. Des images et des masques de démons étaient exhibés lors des fêtes du Corpus Christi en Andalousie médiévale. C’est ainsi que cette tradition a été exportée au Venezuela colonial. Les esclaves africains, qui avaient eux-mêmes des traditions de fêtes masquées, ajoutent à la cérémonie de la musique et des danses africaines.
La fête a été inscrite en 2012 sur la liste représentative du patrimoine culturel immatériel de l’humanité de l'UNESCO.

## Confréries
Il y a 11 confréries qui célèbrent cette cérémonie. Elles se trouvent à Naiguatá (Vargas), Yare (Miranda), Puerto Cabello y Patanemo (Carabobo), Turiamo, Cata, Cuyagua, Ocumare de la Costa, Chuao (Aragua), Tinaquillo (Cojedes) et San Rafael de Orituco (Guárico). De manière générale, les participants se définissent comme les Diables danseurs de Corpus Christi, se différenciant selon le nom de la population d’origine :
- Diables danseurs de Yare
- Diables danseurs de Ocumare de la Costa
- Diables danseurs de Cata
- Diables danseurs de Cuyagua
- Diables danseurs de Turiamo
- Diables danseurs de Chuao
- Diables danseurs de Patanemo
- Diables danseurs de San Rafael de Orituco
- Diables danseurs de Tinaquillo
- Diables danseurs de San Millán
- Diables danseurs de Naiguatá

Les 11 confréries totalisent près de 5 000 personnes, enregistrées juridiquement comme associations civiles à des fins administratives et organisatrices. Les danseurs ou « promeseros » (prometteurs) sont membres à vie de la confrérie qui transmet la mémoire historique et les traditions ancestrales. Chaque confrérie fabrique ses propres masques de diable qui se portent avec des croix, des scapulaires et des palmes bénites. Les cérémonies des Diables danseurs de San Francisco de Yare et de Chuao sont les plus réputées, ainsi que leurs masques.

## Habillement
Les vêtements traditionnels se composent d'un pantalon, d’une chemise, d'une cape, d'un voile (qui peuvent être de couleurs et de motifs différents mais le plus courant est le rouge) et dans certains cas, d'une queue pour représenter le démon. Ils portent et utilisent des objets du christianisme tels que la croix, les scapulaires, les feuilles de palmier bénites et le Saint-Sacrement. D'autres accessoires incluent des cloches, des mouchoirs et des bandes de ruban, qui sont utilisés par les danseurs comme amulettes pour se protéger des mauvais esprits
Les masques sont de couleurs vives et d'apparence sauvage, faits de matériaux différents. Ils varient également en fonction de la région à laquelle les participants appartiennent.